# Александер Нибел
Александер Нибел (30. септембар 1996) немачки је фудбалски голман који тренутно брани за Штутгарт на позајмици из Бајерн Минхена.

## Клупска каријера

### Шалке
Дана 14. маја 2016. године, Нибел је имао свој дебитантски наступ у Бундеслиги против Хофенхајма када је ушао као замена за Ралфа Фермана у 90. минуту.

### Бајерн Минхен
Нибел се прикључио Баварцима 30. јуна 2020. године.

## Статистике каријере
Ажурирано 1. јула 2020.
| Клуб          | Сезона    | Лига       | Лига    | Лига   | Куп     | Куп    | Европа  | Европа | Остало  | Остало |
| Клуб          | Сезона    | Дивизија   | Наступи | Голови | Наступи | Голови | Наступи | Голови | Наступи | Голови |
| ------------- | --------- | ---------- | ------- | ------ | ------- | ------ | ------- | ------ | ------- | ------ |
| Шалке         | 2015/16.  | Бундеслига | 1       | 0      | 0       | 0      | 0       | 0      | 1       | 0      |
| Шалке         | 2016/17.  | Бундеслига | 0       | 0      | 0       | 0      | 0       | 0      | 0       | 0      |
| Шалке         | 2017/18.  | Бундеслига | 1       | 0      | 0       | 0      | —       | —      | 1       | 0      |
| Шалке         | 2018/19.  | Бундеслига | 18      | 0      | 2       | 0      | 2       | 0      | 22      | 0      |
| Шалке         | 2019/20.  | Бундеслига | 26      | 0      | 3       | 0      | —       | —      | 29      | 0      |
| Шалке         | Укупно    | Укупно     | 46      | 0      | 5       | 0      | 2       | 0      | 53      | 0      |
| Бајерн Минхен | 2020/21.  | Бундеслига | 0       | 0      | 0       | 0      | 0       | 0      | 0       | 0      |
| Свеукупно     | Свеукупно | Свеукупно  | 46      | 0      | 5       | 0      | 2       | 0      | 53      | 0      |

1. ↑  Наступи у Лиги шампиона.

## Награде

### Бајерн Минхен
- Првенство Немачке (1) : 2020/21.
- Суперкуп Немачке (1) : 2020.
- УЕФА суперкуп (1) : 2020.